# 49-та окрема бригада оперативного призначення (РФ)
49-та окрема бригада оперативного призначення (49 ОБрОП, в/ч 3748) — тактичне з'єднання Військ національної гвардії, раніше Внутрішніх військ МВС Росії.  Пункт постійної дислокації — м. Владикавказ (Північна Осетія).

## Історія
Веде історію від 99-ї дивізії оперативного призначення внутрішніх військ МВС РФ.
Бригада брала участь у наступі на Харків у ході повномасштабного вторгнення Росії в Україну переважно силами 121-го полку оперативного призначення. Частини бригади зазнали втрат, після чого близько 500 військовослужбовців відмовилися від участі у вторгненні.
Військовослужбовці 121 полку згадувалися як масово відмовилися від участі у вторгненні, пізніше були звільнені і оскаржували звільнення в суде.

## Структура
- 121-й полк оперативного призначення, в/ч 3723 (Кабардино-Балкарська Республіка, м. Нальчик-20, селище Зоряний).
- 674 полк оперативного призначення, в/ч 3737 (Республіка Північна Осетія-Аланія, м. Моздок).
- 126 полк внутрішніх військ, в/ч 3718 (Республіка Інгушетія, м. Назрань).
- 1-й спеціальний моторизований батальйон, в/ч 7427 (м. Кисловодськ).
- 17-й загін спеціального призначення «Авангард» (колишній «Едельвейс»), в/ч 6762 (м. Мінеральні Води).
- 383-й окремий батальйон оперативного призначення, в/ч 3724 (м. Владикавказ, смт. Карца).
- 362-й окремий батальйон оперативного призначення, в/ч 3754 (смт. Чермен).
- 242-й окремий розвідувальний батальйон, в/ч 3772 (м. Зеленокумськ).
- 243-й окремий батальйон зв'язку, в/ч 3773 (Владикавказ).
- 247-й окремий ремонтно-відновлювальний батальйон, в/ч 3774 (Краснодар).
- 255-й окремий батальйон матеріального забезпечення, в/ч 3785 (Владикавказ).
- 343-й окремий батальйон матеріального забезпечення, в/ч 6770 (Республіка Північна Осетія-Аланія, м. Моздок).
- 261-й окремий медико-санітарний батальйон, в/ч 3791.
- 281-й окремий інженерно-саперний батальйон, в/ч 5588 (м. Зеленокумськ)[3].